# Людина з «Олімпу»
«Людина з „Олімпу“» («Մարդն „Օլիմպոսից“») — радянський художній фільм 1974 року, знятий режисером Дмитром Кесаянцем на кіностудії «Вірменфільм».

## Сюжет
Герой фільму — дамський кравець Грант — прекрасна, великодушна, добра людина, за що й уславився «ненормальним». Сподіваючись на сімейне щастя, багато терпить і знає, що справедливість існує.

## У ролях
- Карен Джангірян — Грант (дублював Олег Анофрієв)
- Лаура Вартанян — Арпік (дублювала Інна Виходцева)
- Ашот Нерсесян — Рубен (дублював Олексій Алексєєв)
- Норайр Мнацаканян — Амасія (дублював Костянтин Тиртов)
- Татул Ділакян — Сурен Авакович, завідувач ательє
- Леонард Саркісов — Ашот, таксист (дублював Володимир Ферапонтов)
- Тигран Ваганян — Сурен (дублював Володя Таусон)
- Сурен Ваганян — Віген (дублював Діма Окороков)
- Жанна Аветисян — Сатенік, сусідка (дублювала Лариса Даниліна)
- Жасміна Мсрян — дама (дублювала Марія Кремньова)
- А. Габрієлян — епізод
- Алла Оганесян — епізод
- Т. Геворкян — епізод
- Жан Срапян — батько нареченого
- Григорій Маркарян — старий-сусід
- Кім Єріцян — завідувач ательє
- Михайло Варшавер — епізод
- Амалія Аразян — квартирна господиня
- Лаура Геворкян — епізод
- Валентин Подпомогов — чоловік Сатенік, сусід
- І. Куркчянц — епізод
- Лейла Єгіазарян — клієнтка
- Ф. Петросян — епізод
- Левон Мартіросян — Левон
- Осій Мурадян — весільний гість
- Вруйр Паноян — старий-сусід
- Левон Шарафян — епізод

## Знімальна група
- Режисер — Дмитро Кесаянц
- Сценарист — Едуард Акопов
- Оператор — Іван Дільдарян
- Композитор — Юрій Арутюнян
- Художники — Михайло Антонян, Грайр Карапетян, Грета Налчаджян